# Red Back Mining
Red Back Mining Inc es una empresa minera canadiense, con sede en Vancouver, que cotiza en la Bolsa de Valores de Toronto (sim: RBI), integrada en la multinacional Lundin Group, con sede en Suiza.
Se constituyó en 2004, heredera de la Champion Resources Inc. Desarrolla la totalidad de su actividad en Ghana y Mauritania explotando minas de oro en Chirano y Tasiast respectivamente. Además, realiza nuevas prospecciones en ambos países, singularmente en Ghana en las zonas conocidas como Bolgatanga, Ahafo, Bibiani, Akyem, Enchi y Bole.
La mina de oro de Tasiast se encuentra en el noroeste de Mauritania, a 300 kilómetros de la capital del país y 150 de Nuadibú y produjo en 2007 108.000 onzas de oro. La empresa realiza la explotación en régimen de concesión administrativa sobre un área de 16.222 kilómetros cuadrados. La mina de Chirano, en Ghana, se encuentra a 100 kilómetros al suroeste de Kumasi, y se esperaba que empezase la producción en la segunda mitad de 2008.